# 神戸学検定
神戸学検定（こうべがくけんてい）とは、神戸商工会議所が主催するご当地検定であり、2007年より施行されていた。2016年の第10回をもって終了した。

## 試験目的
神戸市民や神戸で働く人が、市内に点在する遺跡や建物をはじめ身近な出来事から神戸の歴史、自然、文化、産業など、神戸の魅力を再発見・再認識し、新たな魅力を発掘する機会として実施する。

## 受験資格
制限なし（ただし、指定する試験会場で受験可能な者）

## 受験料
初級 3,150円、中級 5,250円（いずれも税込み）

## 出題内容
自然環境、歴史・史跡、産業・経済、くらし・文化、観光・グルメなど、神戸に関すること全般（公式テキストの知識と、それを理解したうえでの応用力を問う）

## 回答方式
初級、中級とも択一式で100問以内（制限時間90分）

## 合格点
100点満点中70点以上

## 合格発表
採点終了後、受験者全員に成績票、模範解答、合格証（合格者のみ）が郵送される。

## 試験会場
神戸学院大学ポートアイランドキャンパス、神戸女子短期大学、神戸商工会議所など